# 貝茨 (伊利諾伊州)
貝茨（英語：Bates）是位於美國伊利諾伊州桑加蒙縣的一個非建制地區。該地的面積和人口皆未知。

## 地理
貝茨的座標為39°43′27″N 89°50′58″W / 39.72417°N 89.84944°W，而該地的平均海拔高度為195米（即640英尺）。